# Centro de Estudios Superiores Navales
El Centro de Estudios Superiores Navales (CESNAV) es un centro educativo naval que imparte estudios de postgrado, relacionados con las operaciones navales y la seguridad y defensa nacional al personal de la Armada de México. Los posgrados impartidos en el Centro de Estudios Superiores Navales están dirigidos al personal con formación militar egresado de la Heroica Escuela Naval Militar. 

## Historia
La Armada de México tiene sus orígenes históricos al consolidar la Independencia Nacional, el 23 de noviembre de 1825
, con la rendición del último bastión español. El Estado pronto se percató de la necesidad de formar una Marina Nacional, siendo necesario a la par, la creación de instituciones de enseñanza naval en el país. A lo largo del siglo XIX hubo diversos proyectos y escuelas para este fin. Dichos estudios, se complementaban generalmente con los que en forma paralela realizaban en el extranjero. Sin embargo, la consolidación de la enseñanza naval a partir del 1 de julio de 1897, fecha en que se inaugura la Escuela Naval Militar en el puerto de Veracruz, daría un viraje sustancial a la educación en la Marina Nacional, cuyo objetivo sustantivo fue formar personal de oficiales tanto para la Marina de Guerra como la Mercante. No obstante, la excelencia que se ha logrado hasta la fecha, es necesaria y como lo han demostrado las Marinas modernas del mundo, la formación y actualización de cuadros navales especializados a un alto nivel, que corresponda a estudios de posgrado. Es así que la Armada de México en la década de 1970 consideró necesario abrir su máxima casa de estudios, denominándosele "Centro de Estudios Superiores Navales", con el fin de preparar recursos humanos de alta calificación profesional naval.
Este nivel se había conseguido antes de la citada década, enviando al extranjero a sus Capitanes y Oficiales a preparase en instituciones navales de España, Estados Unidos, Brasil y Perú. Fue así, que ante la necesidad de contar con una institución del más alto nivel académico en el medio naval, con los atributos de nacionalidad, tradiciones e idiosincrasia propias, favoreció que el 9 de marzo de 1970 fuera inaugurado en la Ciudad de México, el Centro de Estudios Superiores Navales (CESNAV), por el entonces Secretario de Marina, Almirante Antonio Vázquez del Mercado, iniciando sus actividades con el curso de Estado Mayor Naval, siendo su primer director el capitán de navío Manuel Hernández Obregón.
El Centro de Estudios Superiores Navales se creó el 21 de septiembre de 1970, por acuerdo presidencial expedido por Gustavo Díaz Ordaz y publicado en el DOF, el 30 de noviembre del mismo año, con el objeto de desarrollar los conocimientos superiores de orden naval, científico y marítimos generales, impartir los cursos de Mando y Estado Mayor, conducir los ciclos y eventos culturales para la información y actualización del personal de la Armada, así como funcionar como organismo auxiliar del Mando, a través del Estado Mayor Naval. El Reglamento del Centro de Estudios Superiores Navales fue publicado en el DOF, el 18 de abril de 1979, en donde se asentaron las disposiciones generales, atribuciones y funciones de la planta docente y personal en instrucción.
El Centro de Estudios Superiores Navales inició sus actividades el 9 de marzo de 1970, en la Ciudad de México, ocupando las instalaciones del Centro de Capacitación para Empleados, de la Secretaría de Marina “Francisco Philibert Rivas” y en el mes de agosto del mismo año se trasladó al que fuera el Club de la Asociación de la Heroica Escuela Naval Militar, en la Avenida Independencia # 59, colonia Centro. En mayo de 1971, fue reubicado en la Avenida Reforma # 40, en donde permaneció por un período de 14 años. Después fue trasladado a las instalaciones de la Pista Olímpica de Remo y Canotaje “Virgilio Uribe”, en Cuemanco, Delegación Xochimilco. El 1° de julio de 1988, fue trasladado al edificio que ocupaba el Cuartel General de la Secretaría de la Marina, en Revillagigedo # 11, colonia Centro, y con fecha 15 de julio de 1994, se reubicó en Calzada de la Virgen # 1800, colonia Ex-Ejido de San Pablo Tepetlapa, Delegación Coyoacán, siendo inaugurado el 23 de noviembre de 1994 (“Día de la Armada”), por el presidente Constitucional de los Estados Unidos Mexicanos, Carlos Salinas de Gortari. Hasta la fecha el CESNAV desarrolla sus actividades en esta última ubicación.
Ya en plena actividad, del 13 de octubre al 25 de noviembre de 1970, una comisión integrada por Almirantes, Capitanes del Estado Mayor Naval y de la Dirección de Educación Naval, estructuró académicamente los cursos del Centro: 1) Mando Naval, 2) Estado Mayor Naval e 3) Infantería de Marina. Al paso de los años, se han reformado los cursos y planes de estudios, buscando siempre la excelencia académica. Es así que actualmente se imparten los siguientes cursos: Mando y Liderazgo: Mando Superior y Seguridad Nacional, Estado Mayor y Mando Naval. Especialidades Seguridad de la información, Sistemas de Armas, Informática con Análisis de Operaciones, Comunicaciones Navales, Electrónica Naval, Logística (básico, medio y avanzado), Inteligencia (Oficial analista y Oficial de caso). Desarrollo cronológico de los cursos impartidos en el Centro de Estudios Superiores Navales. 16 de febrero de 1981. Se establece el Curso de "Mando Superior y Seguridad Nacional". 15 de enero de 1987. En Acuerdo Secretarial número 70, se establece el Curso especial de “Técnicas de la Comunicación y Logística Naval”. 21 de agosto de 1987. En Acuerdo Secretarial número 72, se establece el Curso de “Informática en las Ramas de Gestión y Táctica”. 31 de julio de 1987. Se establece el curso de “Inteligencia Estratégica para Oficiales”. 1990. Se establece el curso en "Comunicaciones y Electrónica". 18 de enero de 1990. En oficio número 013 de la Jefatura de Operaciones Navales, se establece el curso de Mando Especial para Oficiales de Infantería de Marina (Rama) y de Policía Marítima, siendo suspendido mediante el oficio número 136 del 20 de mayo de 1991, girado por la JOPNAV. 1° de agosto de 1996. En Acuerdo Secretarial número 0533 se creó la Escuela de Idiomas de la Armada de México, para impartir los idiomas de inglés, ruso, coreano, chino, francés y alemán. 7 de enero de 2000. En oficio número 073 de la Jefatura del Estado Mayor General, por Acuerdo Secretarial se estableció el “Curso de Lengua Náhuatl” en la Escuela de Idiomas de la Armada de México. 19 de diciembre de 2001. En radiograma EDOMAYGRALPRIM.- TC/ 69415, por Acuerdo del Alto Mando, se estableció a partir de enero de 2002 la Especialidad en Sistema de Armas. Enero de 2002 se reinició el curso de logística en sus tres niveles (básico, intermedio y avanzado). 6 de octubre de 2003. Por Acuerdo Secretarial número 154 se creó el Campus Veracruz de este Centro de Estudios, con el Curso de Mando Naval, con sede en las instalaciones del Museo Histórico Naval de Veracruz, dependiendo académica, técnica y administrativamente del campus Cd. de México; y como unidad foránea, militarmente de la Tercera Zona Naval. 1° de enero de 2004. Inicia sus actividades el Campus Veracruz. 15 de noviembre de 2004. El Campus Veracruz queda reubicado en la que fue la “Casa del Almirante”, en la calle de Hernández y Hernández, esquina Arista, sin número. 16 de junio de 2005. Por Acuerdo Secretarial número 099, se crea la Maestría en Seguridad de la Información.

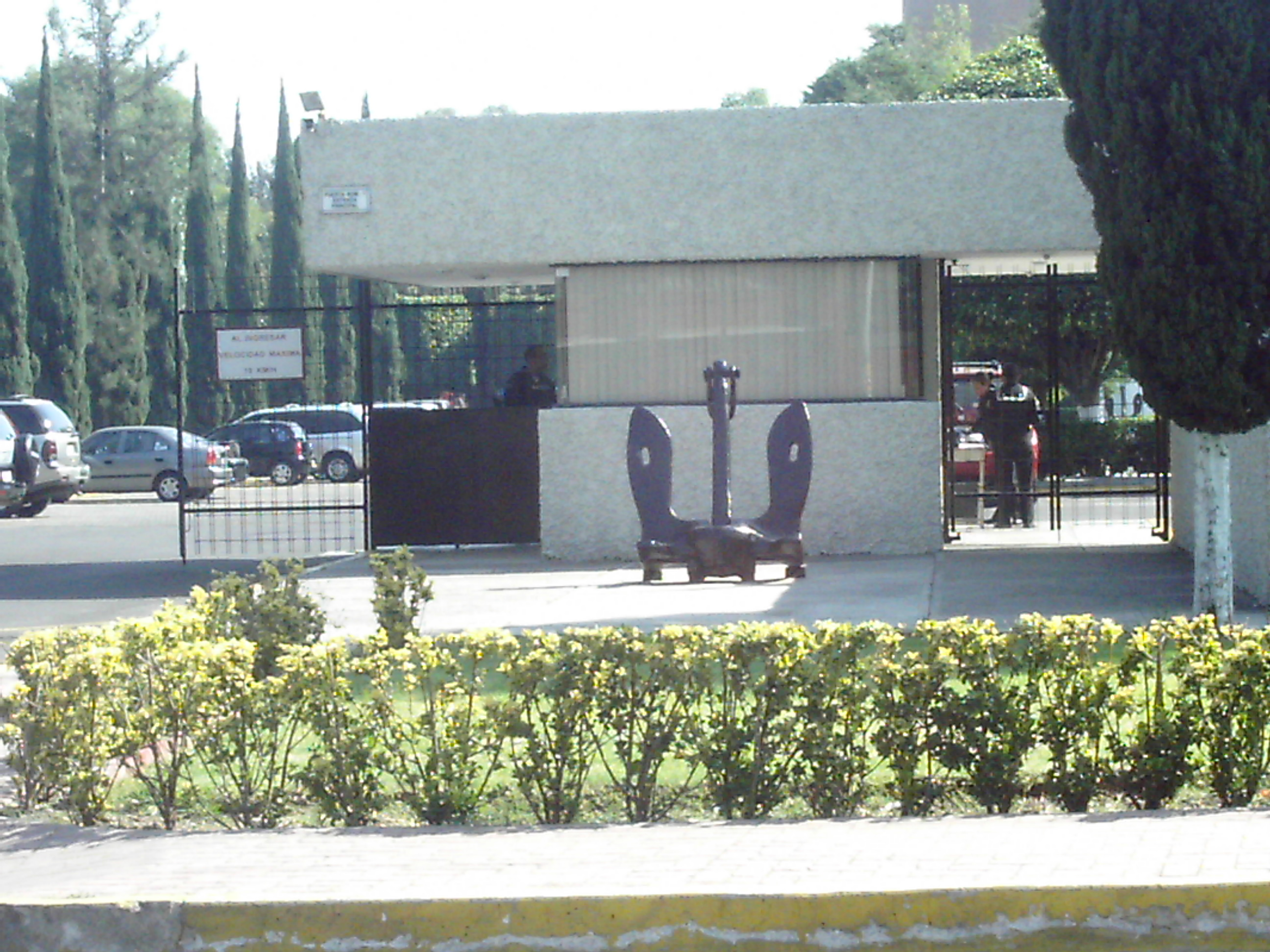
CESNAV

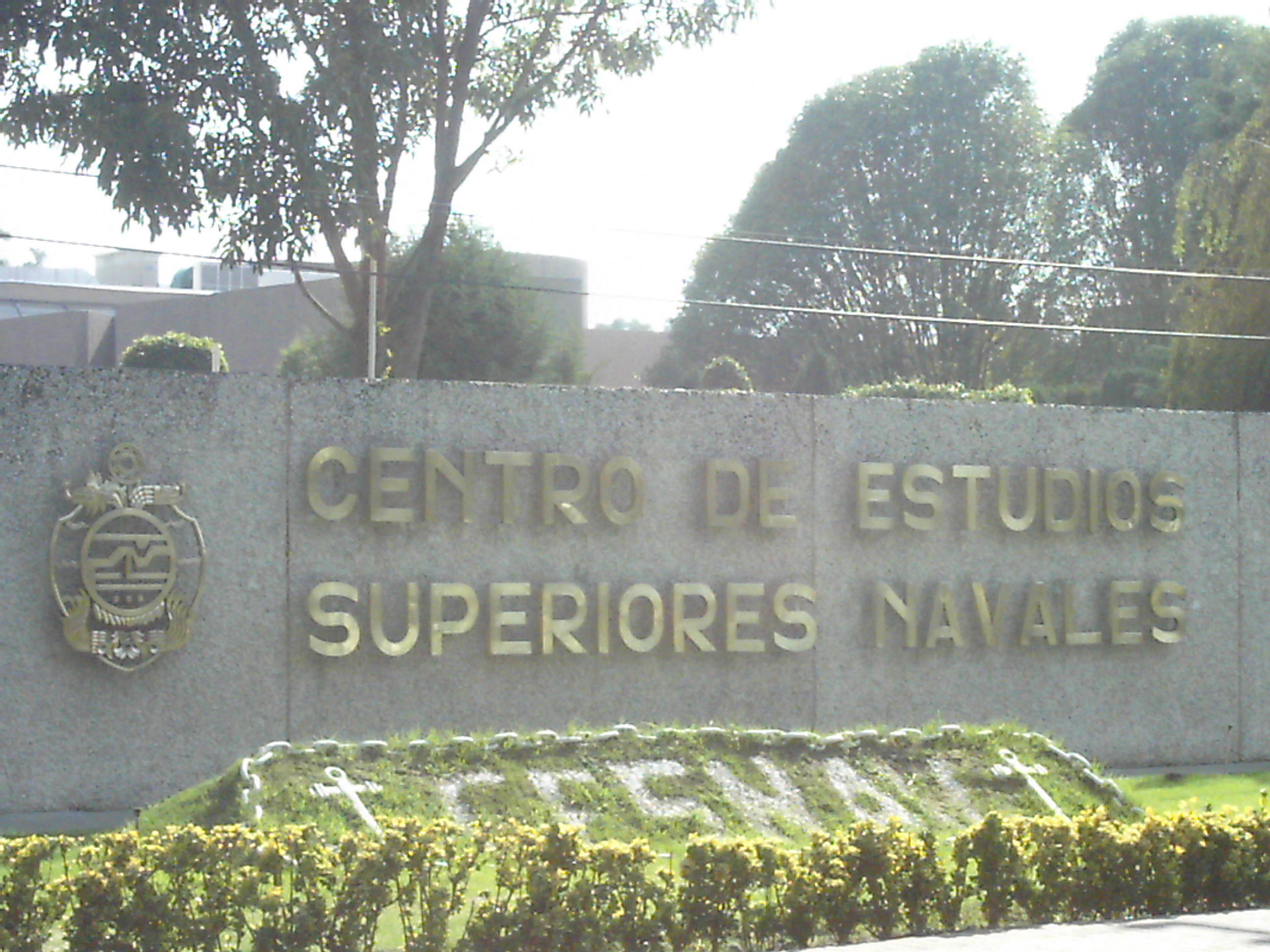
CESNAV

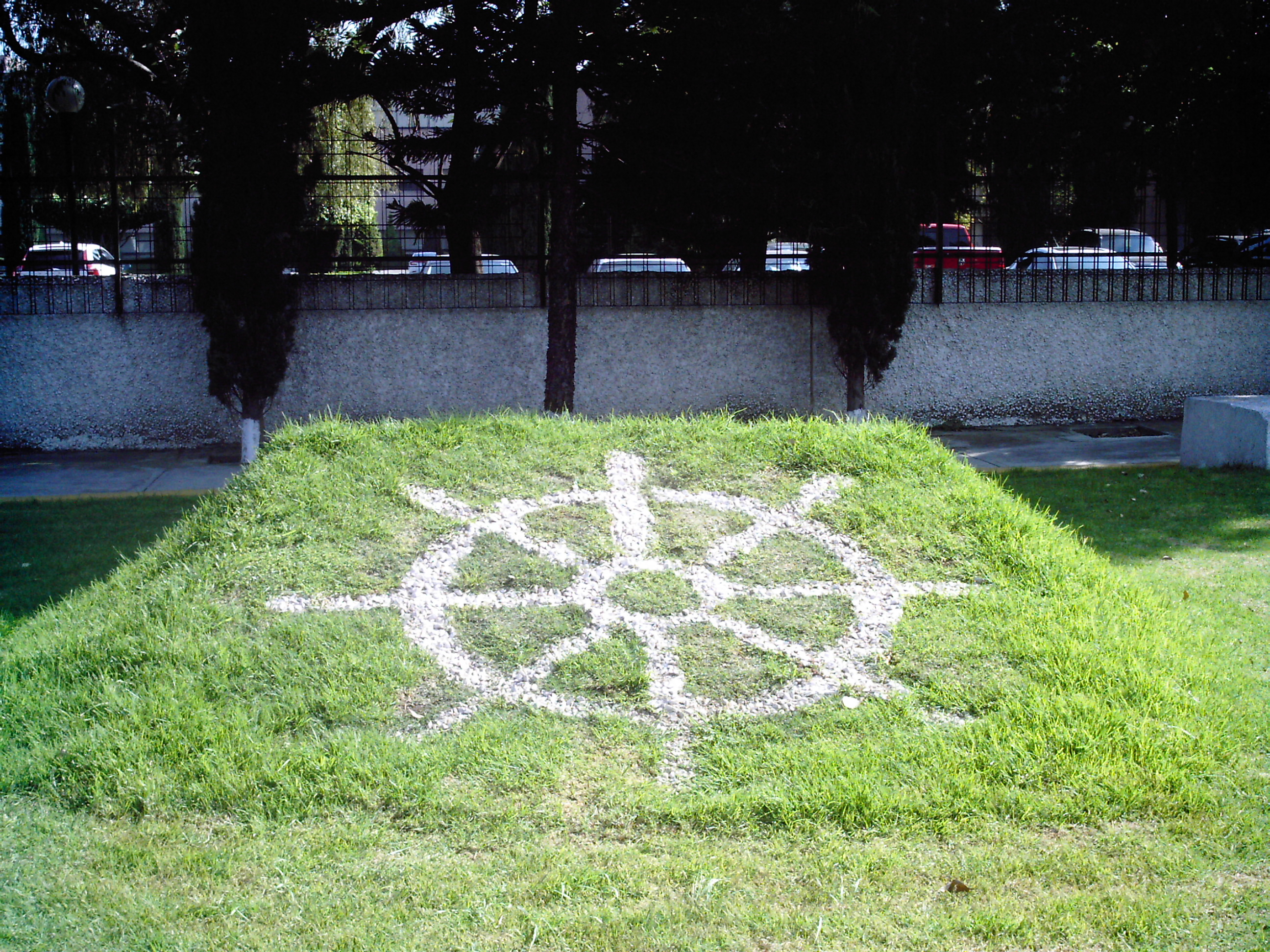
CESNAV

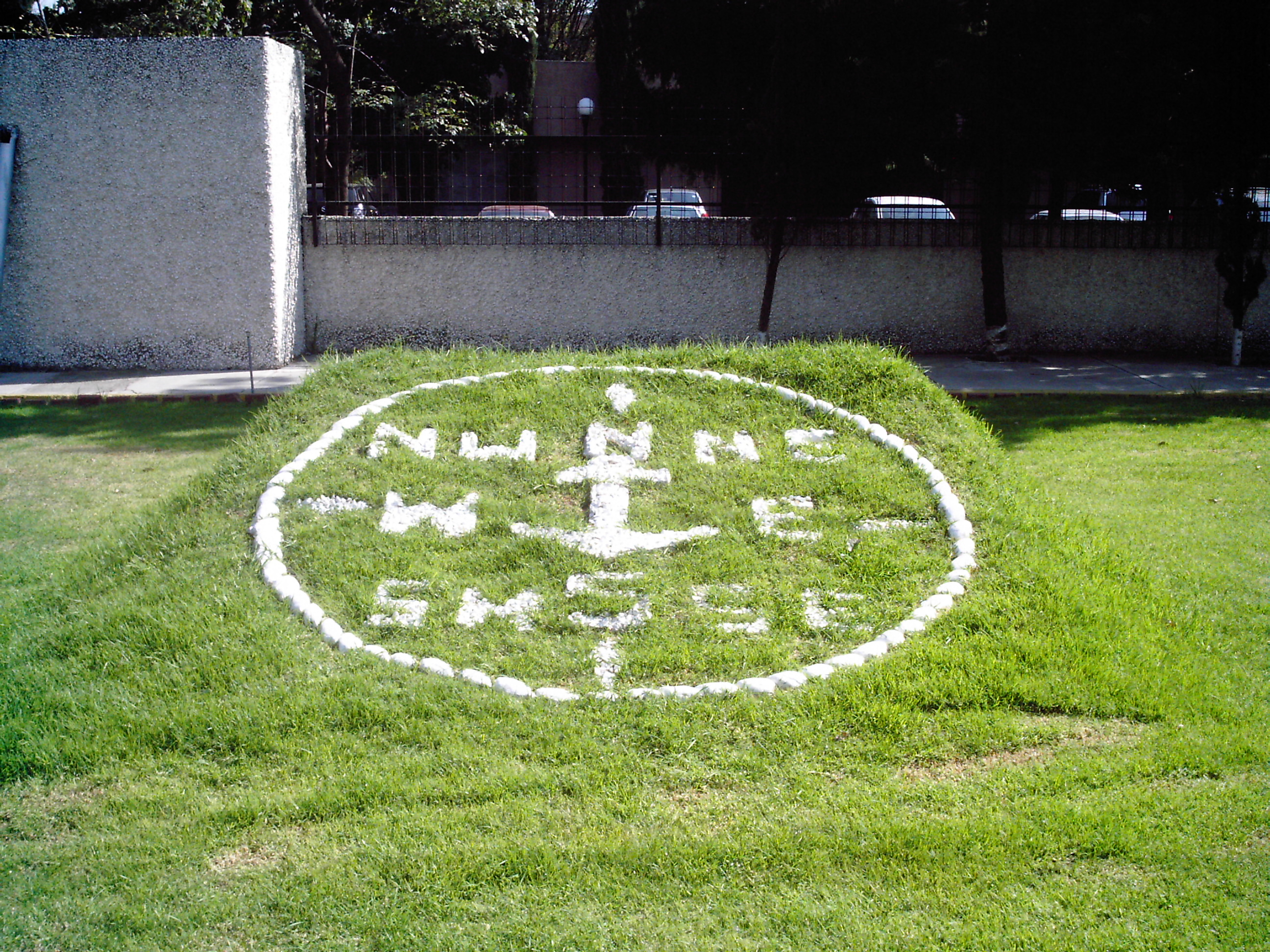
CESNAV

## Oferta académica
- Doctorado en Defensa y Seguridad Nacional
- Maestría en Seguridad Nacional
- Maestría en Administración Naval (DEM)
- Maestría en Seguridad de la Información
- Maestría en Geopolítica
- Especialidad en Mando Naval
- Especialidad en Sistemas de Armas
- Especialidad en Electrónica Naval
- Especialidad en Análisis de Operaciones
- Especialidad en Comunicaciones Navales
- Especialidad en Logística Naval